# 아르빌주

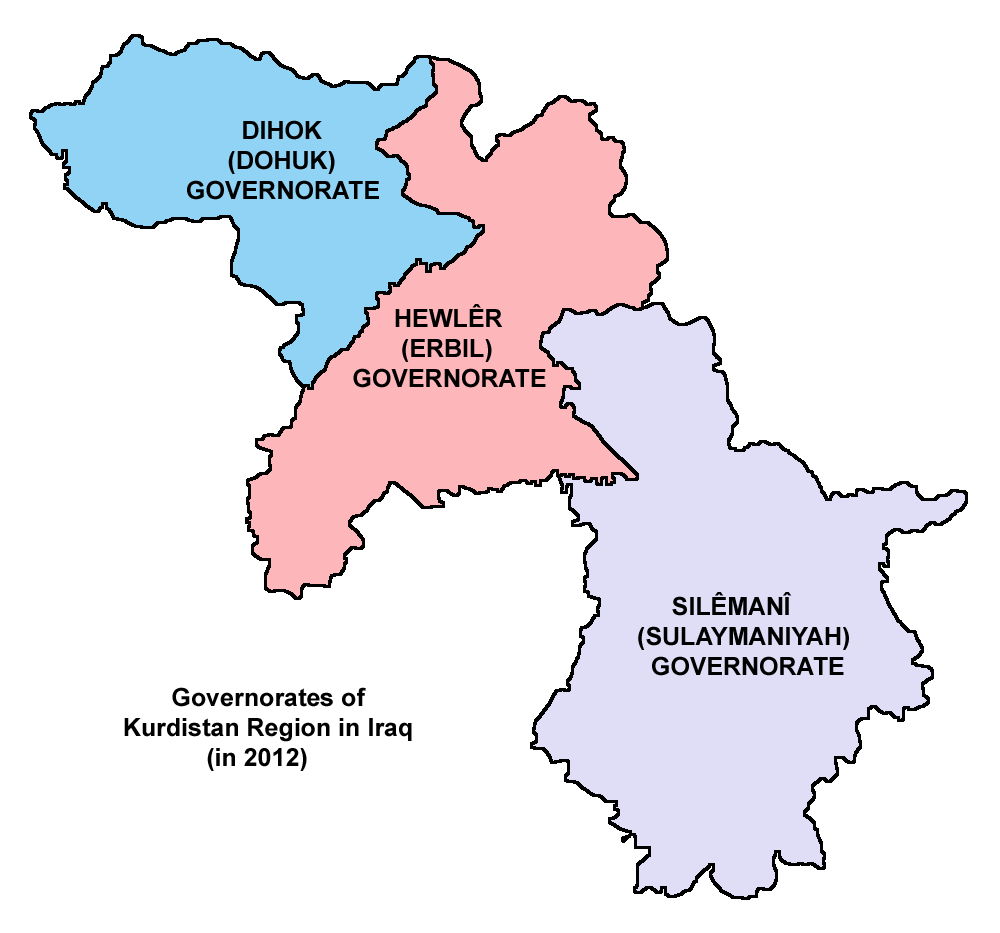

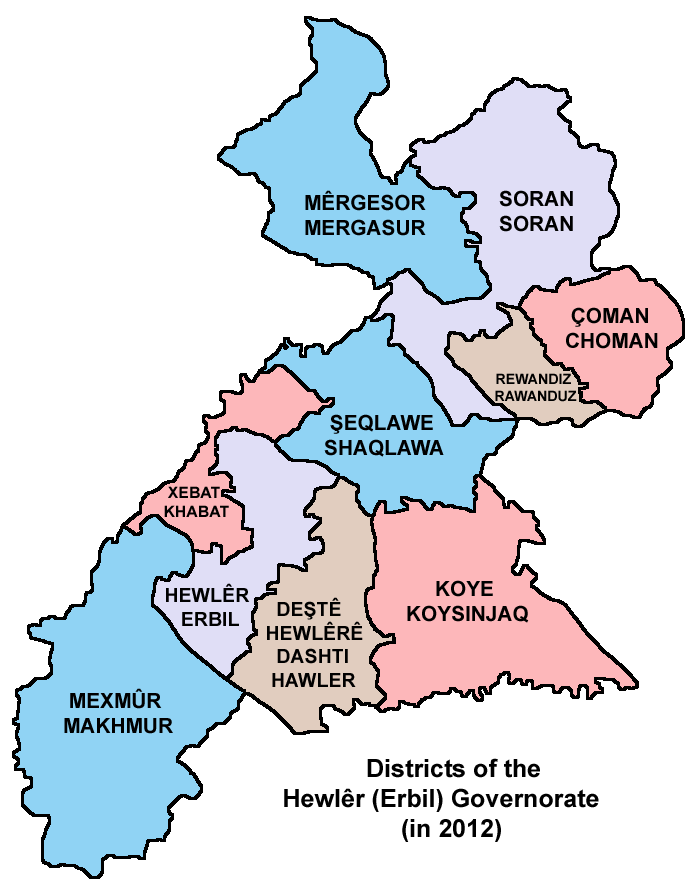

아르빌주(아랍어: أربيل, 쿠르드어: Hewlêr)는 이라크 북부에 위치한 주로 주도는 아르빌이며 면적은 15,074km2, 인구는 3,108,681명(2009년 기준)이다. 쿠르드 자치구를 구성하는 주 가운데 하나이며 북쪽으로는 터키, 북동쪽으로는 이란과 국경을 접한다. 주민의 대부분은 쿠르드인이고 아랍인과 아시리아인, 이라크 투르크멘 소수가 거주한다.
2004년 9월 대한민국의 자이툰 부대가 이 곳에 파병되어 평화 유지와 재건 임무를 수행했다.